# Ушинский сельсовет
Ушинский сельсовет — сельское поселение в Земетчинском районе Пензенской области Российской Федерации.
Административный центр — село Ушинка.

## История
Статус и границы сельского поселения установлены Законом Пензенской области от 2 ноября 2004 года № 690-ЗПО «О границах муниципальных образований Пензенской области».

## Население
| 2002  | 2010  | 2012  | 2013  | 2014  | 2015  | 2016  |
| ----- | ----- | ----- | ----- | ----- | ----- | ----- |
| 1795  | ↘1377 | ↘1346 | ↘1307 | ↘1269 | ↘1229 | ↘1183 |
| 2017  | 2018  | 2021  |       |       |       |       |
| ↘1154 | ↘1120 | ↘893  |       |       |       |       |

## Состав сельского поселения
| № | Населённый пункт | Тип населённого пункта       | Население |
| - | ---------------- | ---------------------------- | --------- |
| 1 | Ушинка           | село, административный центр | ↘893      |